# Miracle de l'esclave
Le Miracle de l'esclave, également appelé Saint Marc sauvant l’esclave, est une peinture du Tintoret réalisée entre 1547 et 1548 pour la Scuola Grande di San Marco. Elle est actuellement exposée aux Galeries de l'Académie de Venise. 

## Description
Le tableau représente l'intervention de saint Marc, saint patron de Venise, qui, pour sauver un esclave qui allait être martyrisé de l'avoir prié, le rendit invulnérable aux supplices, selon l'un des épisodes hagiographiques rapportés dans La Légende dorée de Jacques de Voragine.
Dans la scène, le saint intervient pour rendre invulnérable un esclave allongé nu sur le sol en train d'être martyrisé par son maître, avec l'aveuglement et le brisement des membres, pour avoir vénéré ses reliques. Grâce à l'intervention de saint Marc, les outils du martyre (les pointes acérées qui auraient dû l'aveugler et les marteaux qui auraient dû lui briser les jambes) se brisent, devenant inutilisables.
Toutes les figures sont inscrites dans un scénario architectonique.

## Analyse
Le Tintoret condense son attention sur la figure du saint qui surgit du ciel en le représentant en vol à l'envers avec un regard audacieux, penché vers le corps de l'esclave, un détail qui n'est pas contenu dans le conte de la La Légende dorée mais qui est présent dans le bas-relief en bronze avec le même sujet sculpté par Jacopo Sansovino dans l'une des tribunes du chœur de la basilique Saint-Marc. Un geste empreint de poses et de mouvements traduit les émotions des personnes présentes qui surgissent à la vue du prodige et a son pivot dans le contraste entre le mouvement d'émerveillement du maître assis à droite et le bourreau qui manie les outils du martyre brisé.
Toute la scène se déroule dans un environnement oriental. La lumière provient de trois points d'origine : de l'avant, de l'auréole de Marc et de l'arrière. Le Tintoret lui-même se serait représenté dans l'homme barbu debout vêtu de noir, à côté du Turc au turban rouge, au centre côté gauche. La vitalité des couleurs et les contrastes accentuent la vigueur plastique des figures et la vivacité des coups de pinceau qui passent de touches denses à des touches rapides et vagues qui définissent les détails du fond, soulignant la théâtralité de l'épisode.
Le Tintoret use de la perspective inversée pour placer l'intervention de saint Marc.
Différentes influences sur l'art du Tintoret peuvent être vues dans l'image : alors que les anatomies sont inspirées par Michel-Ange, les couleurs vives et intenses sont typiques de l'école vénitienne.
Comme L'Enlèvement du corps de saint Marc, l'œuvre fut restaurée en 1815-1816 par Giuseppe Baldassini et Antonio Florian sur la base des directives de Pietro Edwards. L'intervention était en fait une falsification : les œuvres ont été réduites en taille et certains éléments iconographiques ont été modifiés.

## Postérité
La peinture fait partie du musée imaginaire de l'historien français Paul Veyne, qui le décrit dans son ouvrage justement intitulé Mon musée imaginaire.